# آدام بیکر (بازیکن فوتبال)
آدام بیکر (انگلیسی: Adam Baker؛ زادهٔ ۸ دسامبر ۱۹۹۳) بازیکن فوتبال اهل بریتانیا است.
از باشگاه‌هایی که در آن بازی کرده‌است می‌توان به باشگاه فوتبال برافورد پارک آونیو، باشگاه فوتبال اسکاربرو اتلتیک، باشگاه فوتبال هروگیت تاون، و باشگاه فوتبال برادفورد سیتی اشاره کرد.